# Pont du Diable (Olargues)
Pour les articles homonymes, voir Pont du Diable.
Le pont du Diable d'Olargues est une construction d'architecture romane située à Olargues, dans le département de l'Hérault. Il permet le franchissement du Jaur.

## Histoire
Le pont est daté du début du XIIe siècle . Il a été rénové en 1758.
Le pont du Diable d'Olargues fait l’objet d’un classement au titre des monuments historiques depuis le 23 août 1916.

### Adaptation
Son surnom peut avoir pour origine le péage obligatoire instauré lors de la construction du pont, alors que le passage à gué était libre.
Un autre origine pourrait être l'une des légendes habituelles à propos des ponts dit du diable. En général, l'architecte ou les habitants du village passe un pacte avec le Diable pour pouvoir construire le pont. En échange d'une âme, celui-ci bâti l'infrastructure ou la laisse construire. Finalement, les habitants trompent le diable qui disparaît, parfois en détruisant le pont. Cette légende revient souvent, et est adaptée selon les lieux.

## Description
Situé sur le côté ouest du Saur, le pont comprend trois arches. Il est en dos d'âne plus prononcé du côté de la rive gauche. Au centre du pont, un encorbellement a dû soutenir un petit édicule ou une croix de pierres. Les banquettes sont en maçonnerie grossière et sûrement refaites. Le reste est en moellons bien assisés avec pierre de taille pour les arches et les éperons. Une consolidation au moyen d'un arc et d'un massif rapportés, a été exécutée postérieurement.

## Galerie de photographies

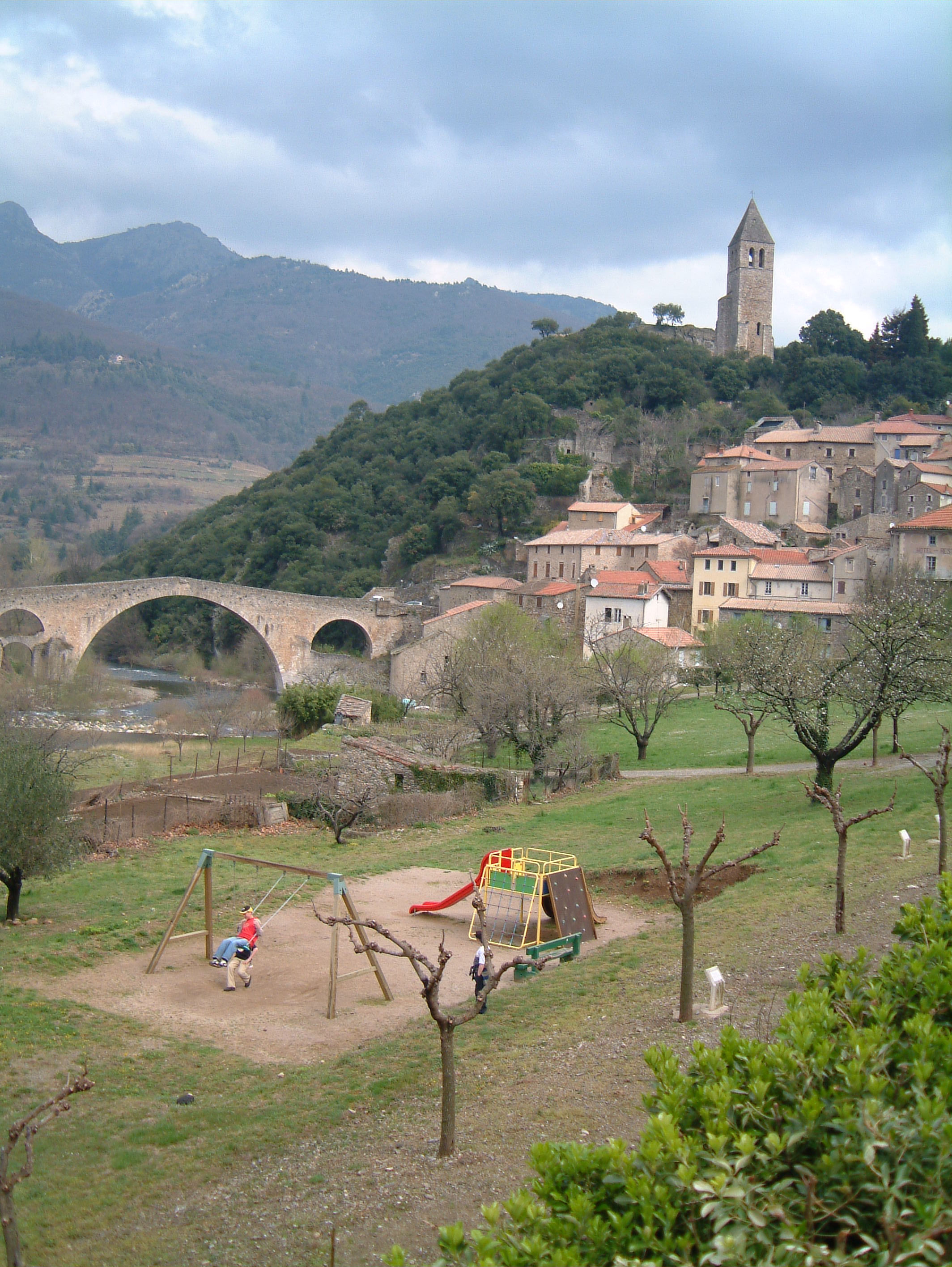
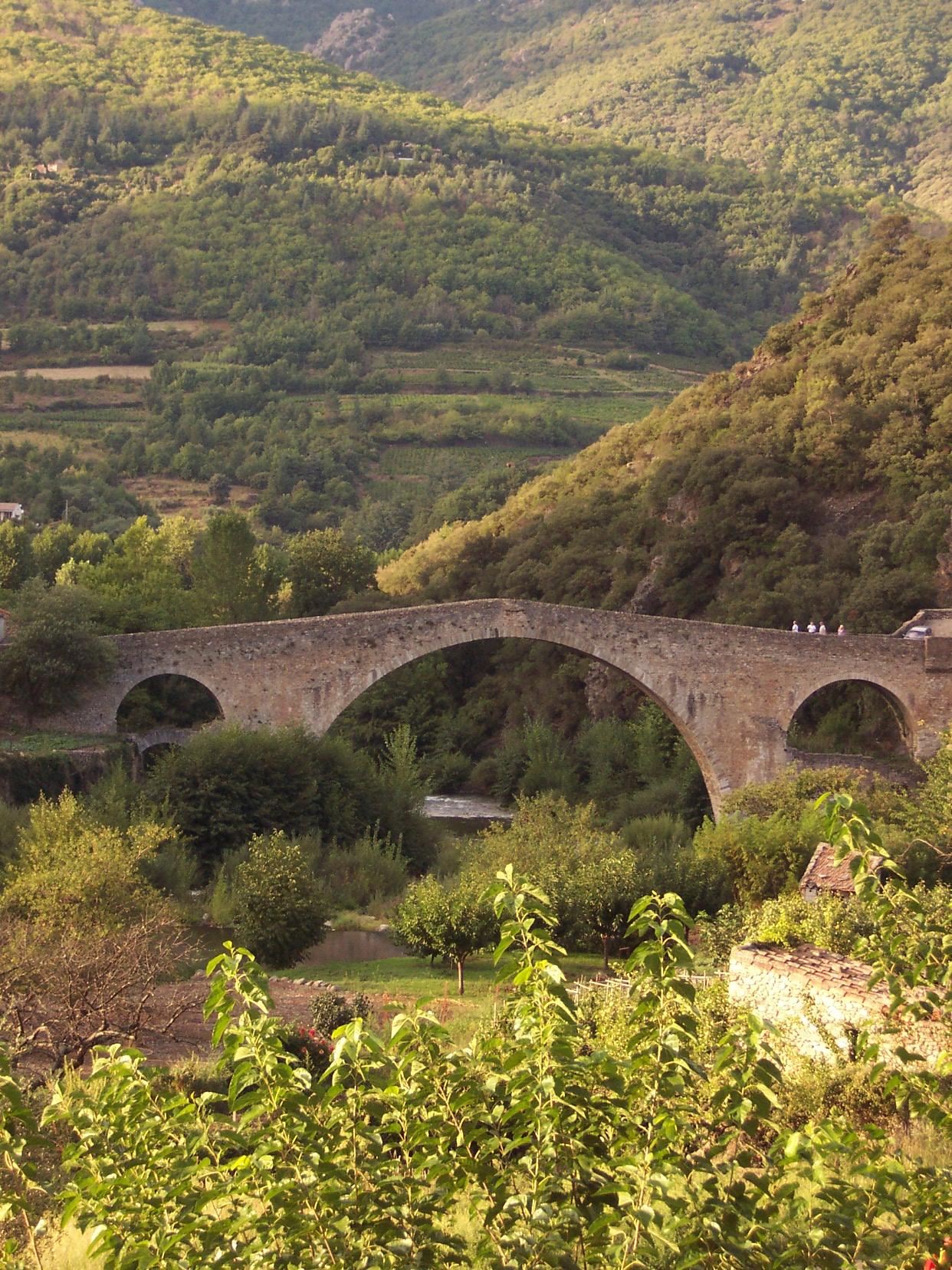
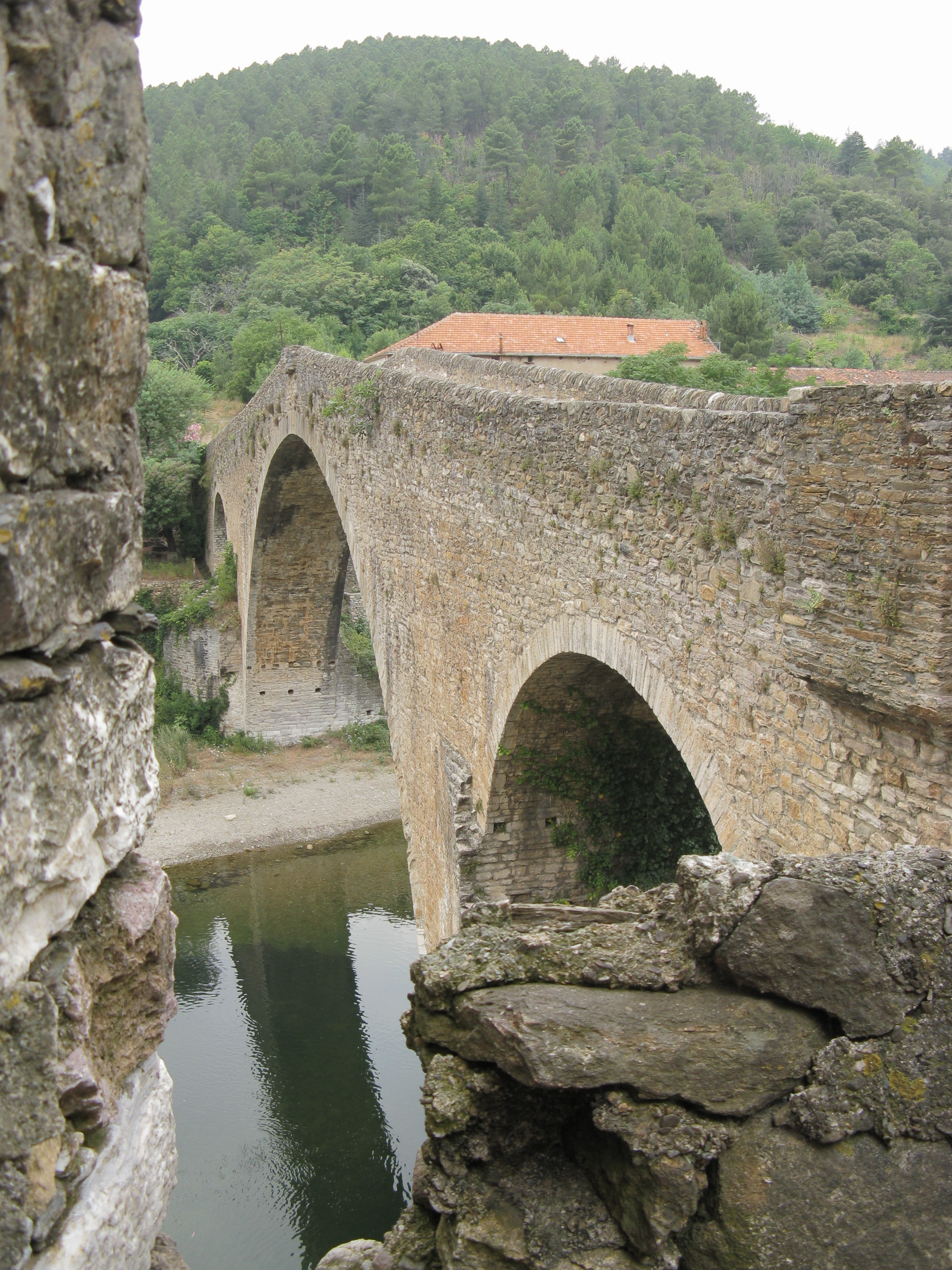
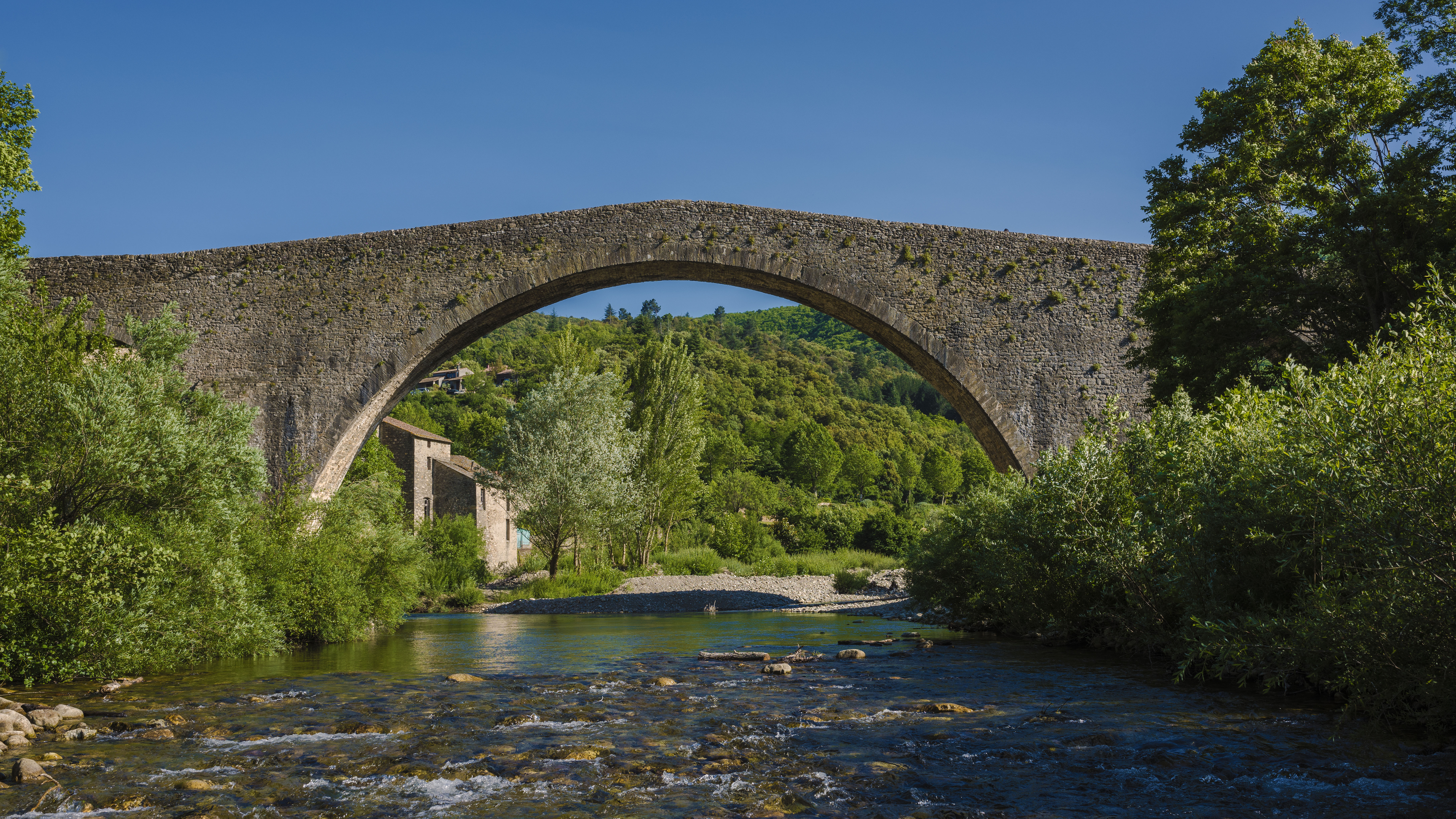
Vue depuis la rivière au Nord.
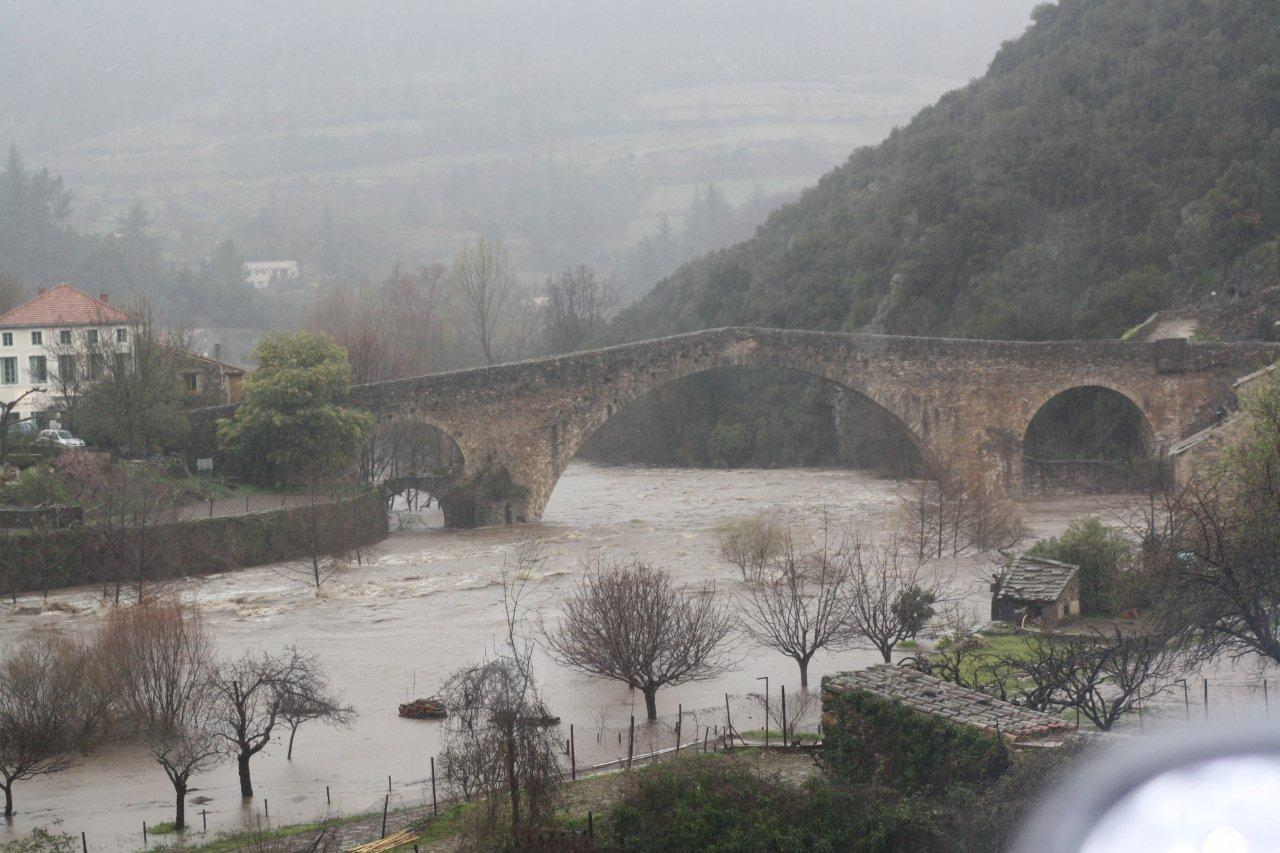
Le Jaur en crue.